# Nevetőizom

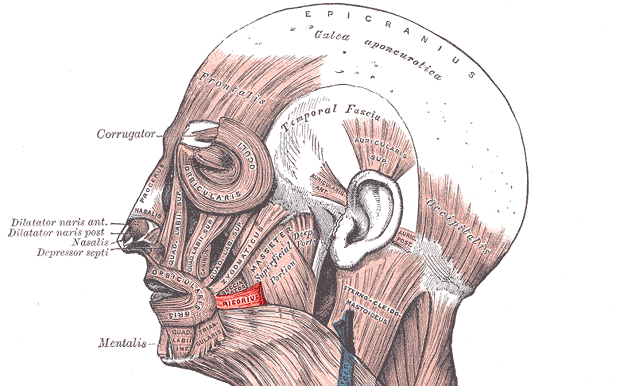
Az arc izmai (a nyíl mutatja a nevetőizmot)

A nevetőizom (vagy mosolygóizom, latinul musculus risorius) egy apró arcizom.

## Eredés, tapadás, elhelyezkedés
A rágóizom (musculus masseter) és a szájzugot lefelé húzó izom (musculus depressor anguli oris) között található a nyakbőrizommal párhuzamosan. A rágóizom pólyáján ered és a szájzugban tapad.

## Funkció
Mosolygáskor oldalra húzza a szájszéleket.

## Beidegzés, vérellátás
Az arcideg ramus zygomatici nervi facialis és a rami buccales nervi facialis nevű ágai idegzik be. Az arteria facialis ramus labialis superior arteriae facialis nevű ága látja el vérrel.